# Energie-Atlas Bayern
Der Energie-Atlas Bayern ist das zentrale Internet-Portal der Bayerischen Staatsregierung zum Energiesparen, zur Energieeffizienz und zu erneuerbaren Energien. Es wird unter der Federführung des Bayerischen Staatsministeriums für Wirtschaft, Energie und Technologie entwickelt. Das Portal stellt in Form von eng miteinander verzahnten, interaktiven Karten und Texten zahlreiche Informationen für Privatpersonen, Kommunen, Behörden, die Wirtschaft und Planungsbüros kostenlos bereit.
Die Karten des Energie-Atlas Bayern bilden regionale und lokale Bestände und Potenziale erneuerbarer Energien auf der Grundlage von amtlichen und anderen Karten sowie Luft- und Satellitenbildern ab. Für ganz Bayern, für eine Region oder für einen Ort informieren sie z. B. über EEG-Anlagen, Potenziale für zukünftige Anlagen und weitere Planungsgrundlagen. Dazu wurden über 100 Datenbestände und Datenquellen verarbeitet bzw. erstellt. Der Energie-Atlas wird laufend um weitere Datenbestände ergänzt und aktualisiert.
Im Thementeil des Energie-Atlas Bayern werden Informationen und praktische Hilfen zum Thema Energie für Bürgerinnen und Bürger, Kommunen und Unternehmen angeboten, von Hintergrundwissen über Einspar- und Modernisierungstipps bis zu Anlaufstellen vor Ort. Zusätzlich wird für jede der großen erneuerbaren Energieformen ein eigener Abschnitt mit breit gefächerten Informationen wie Grundlagen, Praxisbeispiele in Bayern und Fördertipps bereitgestellt.

## Kartenteil

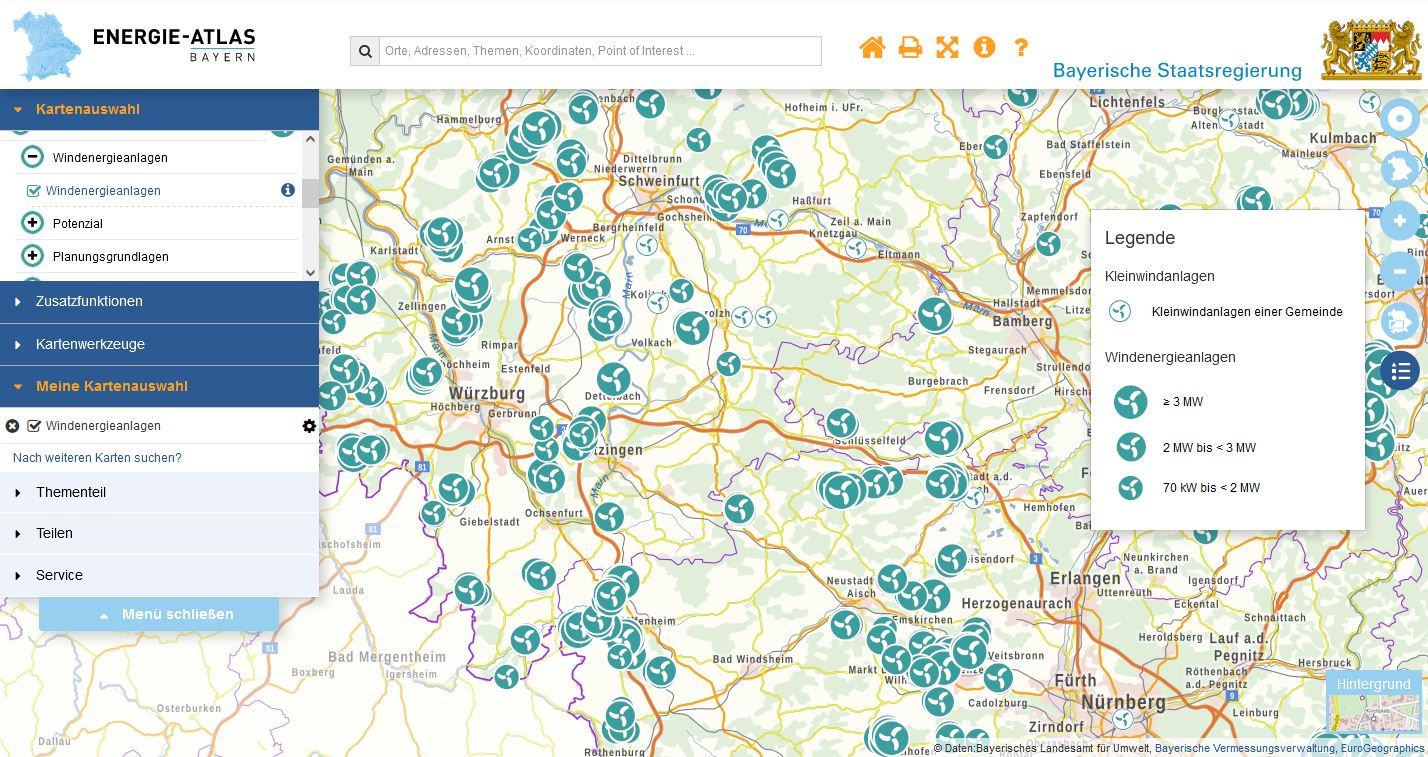
Kartenansicht Energie-Atlas Bayern

Der Kartenteil enthält interaktive digitale Karten zu Potenzialen, Bestandsanlagen, Planungsgrundlagen und Statistiken (soweit verfügbar) für
- Solarenergie
- Windenergie
- Geothermie
- Biomasse
- Wasserkraft
- Abwärme (industriell / gewerblich)

Weitere Informationen im Kartenteil:
- weitere Energieerzeugungsanlagen
- Infrastruktur zur Energieversorgung (Leitungsnetze)
- Restriktions- bzw. Schutzgebiete
- Vorranggebiete
- Ansprechpartner zu Energiefragen
- Praxisbeispiele
- Basiskarten (topographische Karten, Luftbildkarten)

Weiterhin enthält der Kartenteil interaktive Mitmachmodule:
- Solarflächenbörse
- Abwärmeinformationsbörse
- Korrektur von Daten bestehender Anlagen und Meldung neuer Anlagen
- Individuell einstellbare Recherche mit Möglichkeit zum Datendownlaod
- Mischpult „Energiemix Bayern vor Ort“ – Online-Werkzeug zur Potenzialabschätzung zum Einsatz erneuerbarer Energien
- 3D-Visualisierung von Windrädern – virtuelle dreidimensionale Visualisierung von Windenergieanlagen in der Landschaft
- Energieaktivitäten der Kommunen

## Thementeil

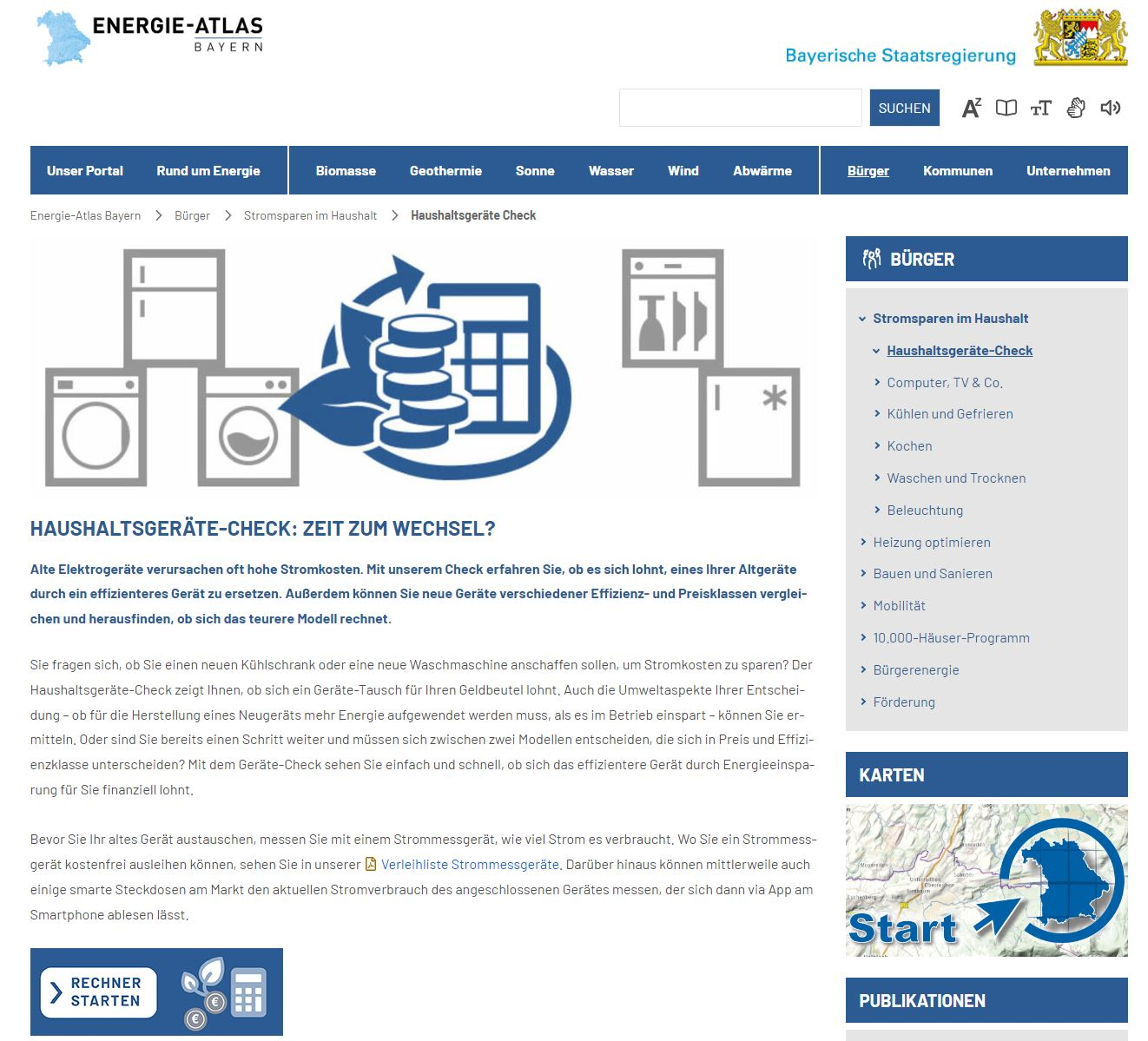
Ansicht Thementeil des Energie-Atlas Bayern

Im Thementeil bietet der Energie-Atlas Bayern Hintergrundinformationen, Datenbanken, Arbeitsvorlagen, Tipps und Checklisten, z. B.
- Grundlagen, Nutzungsarten, Umweltaspekte und Daten und Fakten zu erneuerbaren Energien
- Genehmigungshinweise, Schritt-für-Schritt-Anleitungen, Leitfäden, Förderwegweiser, Ansprechpersonen und Praxisbeispiele
- Interaktive Angebote wie Haushaltsgeräte-Check, Meldefunktionen für Energieaktivitäten in Kommunen und für Praxisbeispiele
- Häufig gestellte Fragen (FAQ) rund um die erneuerbaren Energien
- Sammlung weiterführender Links

Leitmotiv der Informationen im Energie-Atlas Bayern ist der sogenannte Energie-3-Sprung:
- 1. Sprung: Energiebedarf senken
- 2. Sprung: Energieeffizienz steigern
- 3. Sprung: Erneuerbare Energien ausbauen

## Weitere Informationen
Die Kartenwerke können frei im Rahmen der Nutzungsbedingungen genutzt werden.
Realisiert wird der Energie-Atlas Bayern durch das Bayerische Landesamt für Umwelt (fachliche Umsetzung) und das Landesamt für Digitalisierung, Breitband und Vermessung (technische Umsetzung).
Der Energie-Atlas erhielt 2011 den 3. Preis beim Bayerischen eGovernment-Wettbewerb und wurde 2012 mit dem Publikumspreis des bundesweiten eGovernement-Wettbewerbs ausgezeichnet.